# Avenue de la Libération (Nancy)
Pour les articles homonymes, voir Avenue de la Libération.
L'avenue de la Libération est une voie de la commune de Nancy, dans le département de Meurthe-et-Moselle, en région Lorraine.

## Situation et accès
La voie se situe à l'ouest de Nancy, à proximité de Laxou. L'avenue est dans le prolongement de l'Avenue de la Résistance et débouche sur la rue de l'Armée Patton, dans le quartier Boudonville - Scarpone - Libération.
Transports collectifs
L'avenue est desservie par la ligne 5 du réseau de bus de Nancy.

## Origine du nom
Le nom de la voie fait référence à la libération de Nancy le 15 septembre 1944 par les troupes américaines.

## Historique
L'avenue est créée en 1884. Elle s'est appelée rue de Toul.

## Bâtiments remarquables et lieux de mémoire

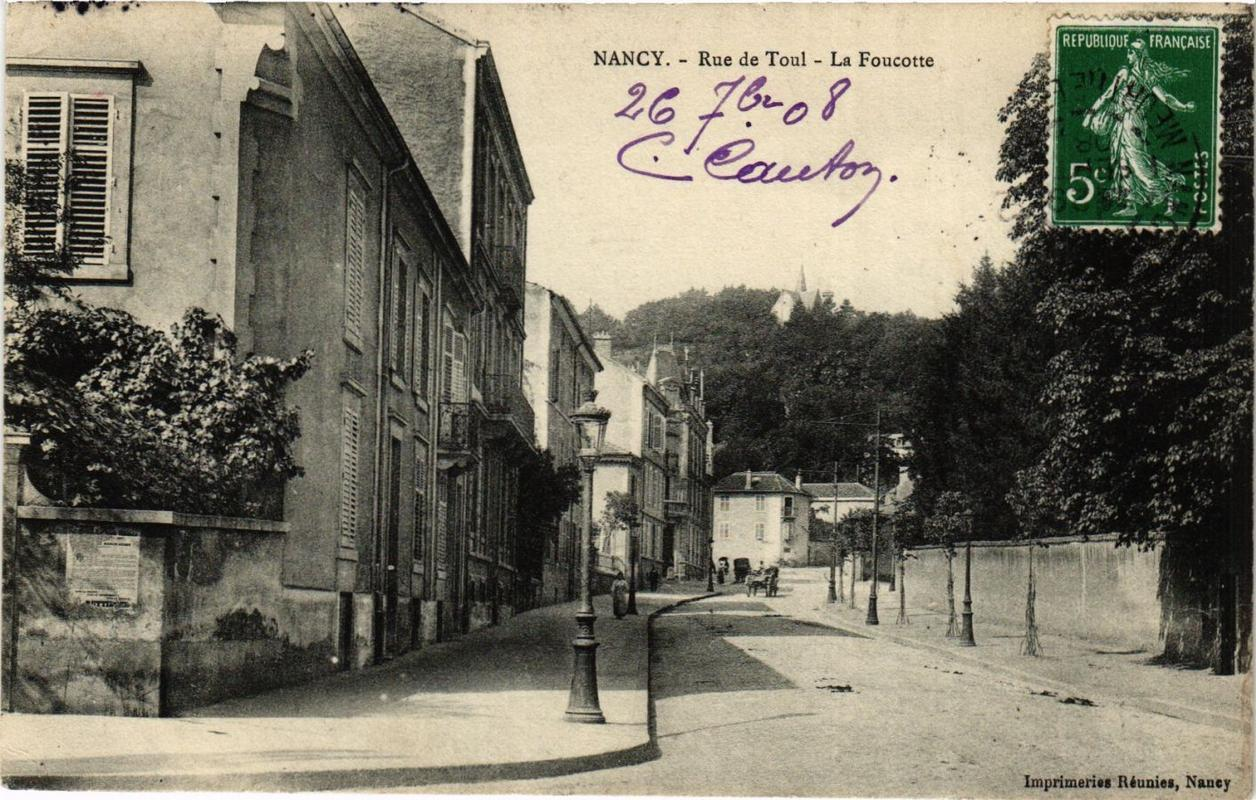
Vue ancienne du bas de l'avenue en direction du nord-ouest

Le site "Libération" du campus lettres de l'Université de Nancy est situé au n°91 de l'avenue.
On y trouve l'ancien siège de la société des Hauts-Fourneaux et Fonderies de Pont-à-Mousson inscrit au titre des monuments historiques par arrêté du 22 août 2003 et classé par arrêté du 13 mai 2015.
La partie basse a servi de décor au tableau d'Émile Friant Jeune Nancéienne dans un paysage de neige.